# Иво Перишин
Иво Перишин (Каштел Камбеловац, код Сплита, 4. јул 1925 — Загреб, 30. октобар 2008) био је економиста, учесник Народноослободилачке борбе и друштвено-политички радник СФР Југославије и СР Хрватске. Од децембра 1971. до априла 1974. обављао је функцију председника Извршног већа Сабора СР Хрватске.

## Биографија
Рођен је 4. јула 1925. године у Каштел Камбеловцу. Пре рата укључио се у револуционарни омладински покрет и постао члан Савеза комунистичке омладине Југославије (СКОЈ). Члан Комунистичке партије Југославије (КПЈ) постао је 1941. године. 
У Народноослободилачку борбу се укључио 1941. године. За време рата био је руководилац СКОЈ-а и комесар у јединицама НОВЈ, затим секретар Месних комитета СКОЈ Сплита, Вараждина и Ријеке. 
1949. године дипломирао је на Економском факултету у Загребу, а докторирао 1959. на Економском факултету у Београду. Од 1956. године био је предавач на Високој привредној школи у Загребу, а затим на Економском факултету предавач монетарно-кредитне политике и банкарства. 
Обављао је многе одговорне функције:
- члан Главног одбора Социјалистичког савеза радног народа Хрватске
- члан Среског комитета КПЈ Сплит
- градоначелник Сплита од 1965. до 1967. године
- посланик републичког већа Сабора СР Хрватске од 1967. до 1969. године
- гувернер Народне банке Југославије од 1969. до 1972. године
- председник Извршног већа Сабора СР Хрватске од децембра 1971. до априла 1974. године
- председник Сабора СР Хрватске од 1974. до 1978. године
- председник Савезног савета за привредни развитак и економску политику од 1978. до 1986. године
- члан Централног комитета Савеза комуниста Југославије

Од 1977. био је ванредни, а од 17. маја 1990. године редовни члан ХАЗУ.
Нека његова значајнија дела су:
- „Новац и привредни развој“, 1961.
- „Монетарно-кредитна политика“, 1964.
- „Прилози реформи монетарног сустава“, 1979.
- „Горопадна инфлација“, 1985.
- „Свјетски финанцијски вртлог“, 1988.
- „Финанцијски механизам и хрватска збиља“, 2000.
- „Хрватска у свјетском вртлогу“, 2006.

Умро је 30. октобра 2008. године у Загребу. Сахрањен је на загребачком гробљу Мирогој.